# UEFA Youth League 2019-2020
 (août 2019).
Navigation
Édition précédente Édition suivante
L'UEFA Youth League 2019-2020 est la 7e édition de l'UEFA Youth League organisée par l'UEFA. C'est une compétition de football réservée aux joueurs de moins de 19 ans. Elle oppose les équipes de moins de 19 ans des clubs professionnels qualifiés pour la Ligue des champions de l'UEFA 2019-2020, ainsi que les clubs champions des 32 championnats les mieux classés au classement UEFA en 2018.

## Présentation

### Équipes participantes
Un total de 64 équipes issues de 37 des 54 associations affiliées à l'UEFA prennent part à la compétition. Elles sont divisées en deux voies :
- Les équipes jeunes des 32 clubs qualifiés pour la phase de groupes de la Ligue des champions 2019-2020 sont assignés à la voie de la Ligue des champions.
- Les équipes championnes des championnats jeunes des 32 associations les mieux classées au classement UEFA en 2018 sont assignés à la voie des clubs champions.

Si une équipe championne nationale est déjà assignée à la voie de la Ligue des champions, celle-ci est remplacée par le champion national de l’association suivante au classement UEFA.

### Format
La compétition est composée d'une phase préliminaire et d'une phase finale :
- La phase préliminaire peut se diviser en trois étapes
  - Les équipes de la voie de la Ligue des champions s'affrontent au sein de 8 poules de quatre équipes, les premiers sont qualifiés pour les huitièmes de finale et les deuxièmes sont qualifiés pour les barrages.
  - Les équipes de la voie des champions s'affrontent lors deux tours à élimination directe, disputés en rencontres aller-retour. Les vainqueurs du deuxième tour sont qualifiés pour les barrages.
  - Les barrages se disputent sur un match simple, disputé sur le terrain des clubs issus de la voie des champions. Les vainqueurs sont qualifiés pour les huitièmes de finale
- La phase finale se compose de quatre tours, tous disputés en matchs simples à élimination directe : des huitièmes de finale, des quarts de finale, des demi-finales et une finale.

### Restrictions
Pour participer, les joueurs doivent être nés le 1er janvier 2001 au plus tôt, les équipes sont cependant autorisées à enregistrer un maximum de trois joueurs nés entre le 1er janvier et le 31 décembre 2000.

## Calendrier
| Nom                              | Nom                                             | Tirage au sort   | Date aller                                           | Date retour                                         |
| -------------------------------- | ----------------------------------------------- | ---------------- | ---------------------------------------------------- | --------------------------------------------------- |
| Phase préliminaire (2019 - 2020) |                                                 |                  |                                                      |                                                     |
| Voie des champions               | Premier tour                                    | 3 septembre Nyon | 2, 3, 6, 9 octobre                                   | 22, 23, 24 octobre                                  |
| Voie des champions               | Second tour                                     | 3 septembre Nyon | 4, 6 novembre                                        | 26, 27 novembre et 4 décembre                       |
| Voie de la Ligue des champions   | Journées 1 et 4 Journées 2 et 5 Journées 3 et 6 | 29 août Monaco   | 17 et 18 septembre 1er et 2 octobre 22 et 23 octobre | 5 et 6 novembre 26 et 27 novembre 10 et 11 décembre |
| Barrages                         | Barrages                                        | 16 décembre      | 11 et 12 février                                     | 11 et 12 février                                    |
| Phase finale (2020)              |                                                 |                  |                                                      |                                                     |
| Huitièmes de finale              | Huitièmes de finale                             | 14 février       | 3, 4 mars et le 16 août à Nyon                       | 3, 4 mars et le 16 août à Nyon                      |
| Quarts de finale                 | Quarts de finale                                | 14 février       | 18 et 19 août à Nyon                                 | 18 et 19 août à Nyon                                |
| Demi-finales                     | Demi-finales                                    | 14 février       | 22 août à Nyon                                       | 22 août à Nyon                                      |
| Finale                           | Finale                                          | 14 février       | 25 août à Nyon                                       | 25 août à Nyon                                      |

## Phase de groupes

### Format
Cette voie prend la forme d'une phase de groupes, les groupes étant calqués sur ceux de la Ligue des champions de l'UEFA 2019-2020 tirés à Monaco le 29 août 2019.
Dans chaque groupe, les équipes jouent chacune entre elles à domicile et à l'extérieur suivant un format « toutes rondes ». Les premiers des groupes sont qualifiés pour les huitièmes de finale, les deuxièmes des groupes sont quant à eux qualifiés pour les barrages, où ils sont alors rejoints par les huit équipes issues de la voie des clubs champions.
| Phase de groupes   | Phase de groupes  | Phase de groupes         | Phase de groupes         |
| ------------------ | ----------------- | ------------------------ | ------------------------ |
| Atlético de Madrid | Atalanta Bergame  | Paris Saint-Germain      | Chakhtar Donetsk         |
| FC Barcelone       | Inter Milan       | LOSC Lille               | Galatasaray SK           |
| Real Madrid        | Juventus FC       | Olympique lyonnais       | Ajax Amsterdam           |
| Valence CF         | SSC Naples        | Lokomotiv Moscou         | Red Bull Salzbourg       |
| Chelsea FC         | Borussia Dortmund | Zénith Saint-Pétersbourg | Slavia Prague            |
| Liverpool FC       | RB Leipzig        | Benfica Lisbonne         | Olympiakos               |
| Manchester City    | Bayer Leverkusen  | Club Bruges              | Dinamo Zagreb            |
| Tottenham Hotspur  | Bayern Munich     | KRC Genk                 | Étoile rouge de Belgrade |

Légende des classements
- Qualifié pour les huitièmes de finale
- Repêché en barrages

Légende des résultats
- Victoire à domicile
- Match nul
- Victoire à l'extérieur

#### Groupe A
| Rang | Équipe              | Pts | J | G | N | P | Bp | Bc | Diff |  | Résultats (▼ dom., ► ext.) |     |     |     |     |
| ---- | ------------------- | --- | - | - | - | - | -- | -- | ---- |  | -------------------------- | --- | --- | --- | --- |
| 1    | Real Madrid         | 13  | 6 | 4 | 1 | 1 | 16 | 10 | +6   |  | Real Madrid                |     | 3-0 | 6-3 | 2-4 |
| 2    | Club Bruges         | 10  | 6 | 3 | 1 | 2 | 12 | 9  | +3   |  | Club Bruges                | 2-2 |     | 2-0 | 3-2 |
| 3    | Paris Saint-Germain | 6   | 6 | 2 | 0 | 4 | 10 | 15 | -5   |  | Paris Saint-Germain        | 1-2 | 0-4 |     | 1-0 |
| 4    | Galatasaray SK      | 6   | 6 | 2 | 0 | 4 | 9  | 13 | -4   |  | Galatasaray SK             | 0-1 | 2-1 | 1-5 |     |

#### Groupe B
| Rang | Équipe                   | Pts | J | G | N | P | Bp | Bc | Diff |  | Résultats (▼ dom., ► ext.) |     |     |     |     |
| ---- | ------------------------ | --- | - | - | - | - | -- | -- | ---- |  | -------------------------- | --- | --- | --- | --- |
| 1    | Bayern Munich            | 14  | 6 | 4 | 2 | 0 | 18 | 2  | +16  |  | Bayern Munich              |     | 0-0 | 3-0 | 6-0 |
| 2    | Étoile rouge de Belgrade | 11  | 6 | 3 | 2 | 1 | 8  | 11 | -3   |  | Étoile rouge de Belgrade   | 1-1 |     | 2-0 | 2-1 |
| 3    | Tottenham Hotspur        | 7   | 6 | 2 | 1 | 3 | 12 | 12 | 0    |  | Tottenham Hotspur          | 1-4 | 9-2 |     | 1-0 |
| 4    | Olympiakos               | 1   | 6 | 0 | 1 | 5 | 2  | 15 | -13  |  | Olympiakos                 | 0-4 | 0-1 | 1-1 |     |

#### Groupe C
| Rang | Équipe           | Pts | J | G | N | P | Bp | Bc | Diff |  | Résultats (▼ dom., ► ext.) |     |     |     |     |
| ---- | ---------------- | --- | - | - | - | - | -- | -- | ---- |  | -------------------------- | --- | --- | --- | --- |
| 1    | Atalanta Bergame | 13  | 6 | 4 | 1 | 1 | 10 | 5  | +5   |  | Atalanta Bergame           |     | 2-0 | 1-0 | 2-2 |
| 2    | Dinamo Zagreb    | 11  | 6 | 3 | 2 | 1 | 6  | 5  | +1   |  | Dinamo Zagreb              | 1-0 |     | 1-0 | 1-0 |
| 3    | Manchester City  | 7   | 6 | 2 | 1 | 3 | 11 | 8  | +3   |  | Manchester City            | 1-3 | 2-2 |     | 5-0 |
| 4    | Chakhtar Donetsk | 2   | 6 | 0 | 2 | 4 | 5  | 14 | -9   |  | Chakhtar Donetsk           | 1-2 | 1-1 | 1-3 |     |

#### Groupe D
| Rang | Équipe             | Pts | J | G | N | P | Bp | Bc | Diff |  | Résultats (▼ dom., ► ext.) |     |     |     |     |
| ---- | ------------------ | --- | - | - | - | - | -- | -- | ---- |  | -------------------------- | --- | --- | --- | --- |
| 1    | Juventus FC        | 15  | 6 | 5 | 0 | 1 | 17 | 4  | +13  |  | Juventus FC                |     | 2-1 | 4-1 | 1-2 |
| 2    | Atlético de Madrid | 12  | 6 | 4 | 0 | 2 | 11 | 8  | +3   |  | Atlético de Madrid         | 0-4 |     | 2-0 | 3-0 |
| 3    | Bayer Leverkusen   | 4   | 6 | 1 | 1 | 4 | 6  | 16 | -10  |  | Bayer Leverkusen           | 0-5 | 0-2 |     | 2-2 |
| 4    | Lokomotiv Moscou   | 4   | 5 | 1 | 1 | 3 | 7  | 10 | -3   |  | Lokomotiv Moscou           | 0-1 | 2-3 | 1-3 |     |

#### Groupe E
| Rang | Équipe             | Pts | J | G | N | P | Bp | Bc | Diff |  | Résultats (▼ dom., ► ext.) |     |     |     |     |
| ---- | ------------------ | --- | - | - | - | - | -- | -- | ---- |  | -------------------------- | --- | --- | --- | --- |
| 1    | Liverpool FC       | 13  | 6 | 4 | 1 | 1 | 17 | 6  | +11  |  | Liverpool FC               |     | 4-2 | 0-1 | 7-0 |
| 2    | Red Bull Salzbourg | 10  | 6 | 3 | 1 | 2 | 19 | 11 | +8   |  | Red Bull Salzbourg         | 2-3 |     | 1-1 | 7-2 |
| 3    | KRC Genk           | 8   | 6 | 2 | 2 | 2 | 5  | 6  | -1   |  | KRC Genk                   | 0-2 | 0-2 |     | 3-1 |
| 4    | SSC Naples         | 2   | 6 | 0 | 2 | 4 | 5  | 23 | -18  |  | SSC Naples                 | 1-1 | 1-5 | 0-0 |     |

#### Groupe F
| Rang | Équipe            | Pts | J | G | N | P | Bp | Bc | Diff |  | Résultats (▼ dom., ► ext.) |     |     |     |     |
| ---- | ----------------- | --- | - | - | - | - | -- | -- | ---- |  | -------------------------- | --- | --- | --- | --- |
| 1    | Inter Milan       | 12  | 6 | 4 | 0 | 2 | 14 | 7  | +7   |  | Inter Milan                |     | 4-1 | 4-0 | 1-0 |
| 2    | Borussia Dortmund | 12  | 6 | 4 | 0 | 2 | 12 | 9  | +3   |  | Borussia Dortmund          | 2-1 |     | 5-1 | 2-1 |
| 3    | Slavia Prague     | 9   | 6 | 3 | 0 | 3 | 9  | 16 | -7   |  | Slavia Prague              | 4-1 | 1-0 |     | 0-4 |
| 4    | FC Barcelone      | 3   | 6 | 1 | 0 | 5 | 8  | 11 | -3   |  | FC Barcelone               | 1-2 | 0-3 | 2-3 |     |

#### Groupe G
| Rang | Équipe                   | Pts | J | G | N | P | Bp | Bc | Diff |  | Résultats (▼ dom., ► ext.) |     |     |     |     |
| ---- | ------------------------ | --- | - | - | - | - | -- | -- | ---- |  | -------------------------- | --- | --- | --- | --- |
| 1    | Benfica Lisbonne         | 15  | 6 | 5 | 0 | 1 | 17 | 6  | +11  |  | Benfica Lisbonne           |     | 1-2 | 2-1 | 1-0 |
| 2    | Olympique lyonnais       | 12  | 6 | 4 | 0 | 2 | 13 | 10 | +3   |  | Olympique lyonnais         | 2-3 |     | 1-0 | 4-2 |
| 3    | RB Leipzig               | 4   | 6 | 1 | 1 | 4 | 5  | 10 | -5   |  | RB Leipzig                 | 0-3 | 1-3 |     | 1-1 |
| 4    | Zénith Saint-Pétersbourg | 4   | 6 | 1 | 1 | 4 | 7  | 16 | -9   |  | Zénith Saint-Pétersbourg   | 1-7 | 3-1 | 0-2 |     |

#### Groupe H
| Rang | Équipe         | Pts | J | G | N | P | Bp | Bc | Diff |  | Résultats (▼ dom., ► ext.) |     |     |     |     |
| ---- | -------------- | --- | - | - | - | - | -- | -- | ---- |  | -------------------------- | --- | --- | --- | --- |
| 1    | Ajax Amsterdam | 11  | 6 | 3 | 2 | 1 | 13 | 7  | +6   |  | Ajax Amsterdam             |     | 4-0 | 0-1 | 1-1 |
| 2    | LOSC Lille     | 10  | 6 | 3 | 1 | 2 | 7  | 8  | -1   |  | LOSC Lille                 | 1-2 |     | 2-0 | 1-0 |
| 3    | Chelsea FC     | 6   | 6 | 1 | 3 | 2 | 7  | 9  | -2   |  | Chelsea FC                 | 1-1 | 1-1 |     | 3-3 |
| 4    | Valence CF     | 5   | 6 | 1 | 2 | 3 | 10 | 13 | -3   |  | Valence CF                 | 3-5 | 1-2 | 2-1 |     |

## Voie des clubs champions

### Premier tour de qualification
| Premier tour de qualification | Premier tour de qualification | Premier tour de qualification | Premier tour de qualification |
| ----------------------------- | ----------------------------- | ----------------------------- | ----------------------------- |
| Real Saragosse                | Maccabi Petah-Tikva           | Rangers FC                    | ÍA Akranes                    |
| Derby County                  | APOEL Nicosie                 | FK Minsk                      | MTK Budapest                  |
| Stade rennais FC              | FC Viitorul Constanța         | FK Astana                     | KF Shkëndija                  |
| FC Porto                      | Korona Kielce                 | Sogndal Fotball               | FC Honka                      |
| Dynamo Kiev                   | IF Elfsborg                   | NK Domžale                    | Bohemian FC                   |
| BSC Young Boys                | FK Qabala                     | Slovan Bratislava             | HŠK Zrinjski Mostar           |
| PAOK Salonique                | Ludogorets Razgrad            | Sheriff Tiraspol              | FK Liepāja                    |
| FC Midtjylland                | FK Brodarac                   | Shkëndija Tirana              | Levadia Tallinn               |

| Équipe                | Aller | Total           | Retour | Équipe              |
| --------------------- | ----- | --------------- | ------ | ------------------- |
| APOEL Nicosie         | 1 - 1 | 2 - 1           | 1 - 0  | FK Qabala           |
| Shkëndija Tirana      | 1 - 2 | 1 - 3           | 0 - 1  | Sheriff Tiraspol    |
| MTK Budapest          | 1 - 1 | 1 - 3           | 0 - 2  | HŠK Zrinjski Mostar |
| Real Saragosse        | 1 - 0 | 5 - 1           | 4 - 1  | Korona Kielce       |
| FK Minsk              | 0 - 2 | 2 - 9           | 2 -7   | Derby County        |
| IF Elfsborg           | 1 - 2 | 1 - 3           | 0 - 1  | FC Midtjylland      |
| Sogndal Fotball       | 3 - 1 | 4 - 2           | 1 - 1  | FC Honka            |
| ÍA Akranes            | 4 - 0 | 16 - 1          | 12 - 1 | Levadia Tallinn     |
| Bohemian FC           | 1 - 1 | 1 - 2           | 0 - 1  | PAOK Salonique      |
| Stade rennais FC      | 2 - 1 | 2 - 1           | 0 - 0  | FK Brodarac         |
| BSC Young Boys        | 3 - 3 | 5 - 5E          | 2 - 2  | Rangers FC          |
| FC Porto              | 4 - 2 | 7 - 2           | 3 - 0  | FK Liepāja          |
| FC Viitorul Constanța | 0 - 0 | 0 - 2           | 0 - 2  | NK Domžale          |
| Slovan Bratislava     | 1 - 0 | 1 - 1 4 - 2 tab | 0 - 1  | Ludogorets Razgrad  |
| Dynamo Kiev           | 8 - 0 | 10 - 2          | 2 - 2  | KF Shkëndija        |
| FK Astana             | 1 - 0 | 1 - 4           | 0 - 4  | Maccabi Petah-Tikva |

### Second tour de qualification
| Second tour de qualification | Second tour de qualification |
| ---------------------------- | ---------------------------- |
| APOEL Nicosie                | PAOK Salonique               |
| Sheriff Tiraspol             | Stade rennais FC             |
| HŠK Zrinjski Mostar          | Rangers FC                   |
| Real Saragosse               | FC Porto                     |
| Derby County                 | NK Domžale                   |
| FC Midtjylland               | Slovan Bratislava            |
| Sogndal Fotball              | Dynamo Kiev                  |
| ÍA Akranes                   | Maccabi Petah-Tikva          |

| Équipe           | Aller | Total   | Retour | Équipe              |
| ---------------- | ----- | ------- | ------ | ------------------- |
| Sheriff Tiraspol | 2 - 0 | 3'E - 3 | 1 - 3  | Sogndal Fotball     |
| Real Saragosse   | 5 - 0 | 9 - 0   | 4 - 0  | APOEL Nicosie       |
| FC Midtjylland   | 3 - 1 | 3 - 1   | 0 - 0  | HŠK Zrinjski Mostar |
| ÍA Akranes       | 1 - 2 | 2 - 6   | 1 - 4  | Derby County        |
| FC Porto         | 2 - 2 | 5 - 2   | 3 - 0  | NK Domžale          |
| Dynamo Kiev      | 3 - 0 | 5 - 2   | 2 - 2  | PAOK Salonique      |
| Rangers FC       | 2 - 0 | 4 - 1   | 2 - 1  | Slovan Bratislava   |
| Stade rennais FC | 2 - 0 | 3 - 0   | 1 - 0  | Maccabi Petah-Tikva |

## Barrages
| Voie de la Ligue         | Voie des Clubs Champions |
| ------------------------ | ------------------------ |
| Club Bruges              | Sheriff Tiraspol         |
| Étoile rouge de Belgrade | Real Saragosse           |
| Dinamo Zagreb            | FC Midtjylland           |
| Atlético de Madrid       | Derby County             |
| Red Bull Salzbourg       | FC Porto                 |
| Borussia Dortmund        | Dynamo Kiev              |
| Olympique lyonnais       | Rangers FC               |
| LOSC Lille               | Stade rennais FC         |

| Club             | Score           | Club                     |
| ---------------- | --------------- | ------------------------ |
| Derby County     | 3 - 1           | Borussia Dortmund        |
| FC Porto         | 1 - 1 6 - 7 tab | Red Bull Salzbourg       |
| Real Saragosse   | 1 - 3           | Olympique lyonnais       |
| Dynamo Kiev      | 0 - 0 3 - 4 tab | Dinamo Zagreb            |
| Sheriff Tiraspol | 0 - 0 2 - 4 tab | Étoile rouge de Belgrade |
| Rangers FC       | 0 - 4           | Atlético de Madrid       |
| FC Midtjylland   | 1 - 1 7 - 6 tab | LOSC Lille               |
| Stade rennais FC | 1 - 1 5 - 3 tab | Club Bruges              |

## Phase finale

### Huitièmes de finale
Initialement abandonnée par l'Inter à cause de la pandémie de Covid-19, le huitième de finale face à Rennes aura bien lieu et se jouera le 16 août à Nyon. Le match entre la Juventus et le Real Madrid, qui ne s'est pas joué normalement en raison de la pandémie, se jouera aussi au centre sportif de Colovray à Nyon .
| Voie de la Ligue | Barrages                 |
| ---------------- | ------------------------ |
| Real Madrid      | Derby County             |
| Bayern Munich    | Red Bull Salzbourg       |
| Atalanta Bergame | Olympique lyonnais       |
| Juventus FC      | Dinamo Zagreb            |
| Liverpool FC     | Étoile rouge de Belgrade |
| Inter Milan      | Atlético de Madrid       |
| Benfica Lisbonne | FC Midtjylland           |
| Ajax Amsterdam   | Stade rennais FC         |

| Club                     | Score           | Club               |
| ------------------------ | --------------- | ------------------ |
| Bayern Munich            | 2 - 2 5 - 6 tab | Dinamo Zagreb      |
| Ajax Amsterdam           | 0 - 0 6 - 5 tab | Atlético de Madrid |
| Atalanta Bergame         | 3 - 3 3 - 5 tab | Olympique lyonnais |
| Inter Milan              | 1 - 0           | Stade rennais FC   |
| Red Bull Salzbourg       | 4 - 1           | Derby County       |
| Benfica Lisbonne         | 4 - 1           | Liverpool FC       |
| Étoile rouge de Belgrade | 0 - 3           | FC Midtjylland     |
| Juventus FC              | 1 - 3           | Real Madrid        |

### Quarts de finale
Les quarts de finale se jouent au centre sportif de Colovray à Nyon le 18 et 19 août 2020.
| Club               | Score | Club               |
| ------------------ | ----- | ------------------ |
| Inter Milan        | 0 - 3 | Real Madrid        |
| Red Bull Salzbourg | 4 - 3 | Olympique lyonnais |
| FC Midtjylland     | 1 - 3 | Ajax Amsterdam     |
| Dinamo Zagreb      | 1 - 3 | Benfica Lisbonne   |

### Demi-finales
Les demi-finales se jouent au centre sportif de Colovray à Nyon le 22 août 2020.
| Club               | Score | Club           |
| ------------------ | ----- | -------------- |
| Benfica Lisbonne   | 3 - 0 | Ajax Amsterdam |
| Red Bull Salzbourg | 1 - 2 | Real Madrid    |

### Finale
La finale devait se jouer le 20 avril 2020 au centre sportif de Colovray à Nyon mais a été reportée au 25 août 2020.
| Club             | Score | Club        |
| ---------------- | ----- | ----------- |
| Benfica Lisbonne | 2 - 3 | Real Madrid |

### Tableau final
|  | Huitièmes de finale                                           | Huitièmes de finale                   | Huitièmes de finale                   | Huitièmes de finale                   |                    |                    | Quarts de finale                   | Quarts de finale                   | Quarts de finale                   | Quarts de finale                   |  |  | Demi-finales                       | Demi-finales                       | Demi-finales                       | Demi-finales                       |  |  | Finale                             | Finale                             | Finale                             | Finale                             |
|  |                                                               |                                       |                                       |                                       |                    |                    |                                    |                                    |                                    |                                    |  |  |                                    |                                    |                                    |                                    |  |  |                                    |                                    |                                    |                                    |
|  | 4 mars 2020, FC Bayern Campus, Munich                         | 4 mars 2020, FC Bayern Campus, Munich | 4 mars 2020, FC Bayern Campus, Munich | 4 mars 2020, FC Bayern Campus, Munich |                    |                    | 18 août 2020, Stade Colovray, Nyon | 18 août 2020, Stade Colovray, Nyon | 18 août 2020, Stade Colovray, Nyon | 18 août 2020, Stade Colovray, Nyon |  |  | 22 août 2020, Stade Colovray, Nyon | 22 août 2020, Stade Colovray, Nyon | 22 août 2020, Stade Colovray, Nyon | 22 août 2020, Stade Colovray, Nyon |  |  | 25 août 2020, Stade Colovray, Nyon | 25 août 2020, Stade Colovray, Nyon | 25 août 2020, Stade Colovray, Nyon | 25 août 2020, Stade Colovray, Nyon |
|  | Bayern Munich                                                 | Bayern Munich                         | 2 (5)                                 | 2 (5)                                 |                    |                    | 18 août 2020, Stade Colovray, Nyon | 18 août 2020, Stade Colovray, Nyon | 18 août 2020, Stade Colovray, Nyon | 18 août 2020, Stade Colovray, Nyon |  |  | 22 août 2020, Stade Colovray, Nyon | 22 août 2020, Stade Colovray, Nyon | 22 août 2020, Stade Colovray, Nyon | 22 août 2020, Stade Colovray, Nyon |  |  | 25 août 2020, Stade Colovray, Nyon | 25 août 2020, Stade Colovray, Nyon | 25 août 2020, Stade Colovray, Nyon | 25 août 2020, Stade Colovray, Nyon |
|  | Bayern Munich                                                 | Bayern Munich                         | 2 (5)                                 | 2 (5)                                 |                    |                    | 18 août 2020, Stade Colovray, Nyon | 18 août 2020, Stade Colovray, Nyon | 18 août 2020, Stade Colovray, Nyon | 18 août 2020, Stade Colovray, Nyon |  |  | 22 août 2020, Stade Colovray, Nyon | 22 août 2020, Stade Colovray, Nyon | 22 août 2020, Stade Colovray, Nyon | 22 août 2020, Stade Colovray, Nyon |  |  | 25 août 2020, Stade Colovray, Nyon | 25 août 2020, Stade Colovray, Nyon | 25 août 2020, Stade Colovray, Nyon | 25 août 2020, Stade Colovray, Nyon |
|  | Dinamo Zagreb                                                 | Dinamo Zagreb                         | 2 (6)                                 | 2 (6)                                 |                    |                    | 18 août 2020, Stade Colovray, Nyon | 18 août 2020, Stade Colovray, Nyon | 18 août 2020, Stade Colovray, Nyon | 18 août 2020, Stade Colovray, Nyon |  |  | 22 août 2020, Stade Colovray, Nyon | 22 août 2020, Stade Colovray, Nyon | 22 août 2020, Stade Colovray, Nyon | 22 août 2020, Stade Colovray, Nyon |  |  | 25 août 2020, Stade Colovray, Nyon | 25 août 2020, Stade Colovray, Nyon | 25 août 2020, Stade Colovray, Nyon | 25 août 2020, Stade Colovray, Nyon |
|  | Dinamo Zagreb                                                 | Dinamo Zagreb                         | 2 (6)                                 | 2 (6)                                 | Dinamo Zagreb      | Dinamo Zagreb      | 1                                  | 1                                  |                                    |                                    |  |  | 22 août 2020, Stade Colovray, Nyon | 22 août 2020, Stade Colovray, Nyon | 22 août 2020, Stade Colovray, Nyon | 22 août 2020, Stade Colovray, Nyon |  |  | 25 août 2020, Stade Colovray, Nyon | 25 août 2020, Stade Colovray, Nyon | 25 août 2020, Stade Colovray, Nyon | 25 août 2020, Stade Colovray, Nyon |
|  | 3 mars 2020, Benfica Futebol Campus, Seixal                   |                                       |                                       |                                       | Dinamo Zagreb      | Dinamo Zagreb      | 1                                  | 1                                  |                                    |                                    |  |  | 22 août 2020, Stade Colovray, Nyon | 22 août 2020, Stade Colovray, Nyon | 22 août 2020, Stade Colovray, Nyon | 22 août 2020, Stade Colovray, Nyon |  |  | 25 août 2020, Stade Colovray, Nyon | 25 août 2020, Stade Colovray, Nyon | 25 août 2020, Stade Colovray, Nyon | 25 août 2020, Stade Colovray, Nyon |
|  |                                                               |                                       | Benfica Lisbonne                      | Benfica Lisbonne                      | 3                  | 3                  |                                    |                                    |                                    |                                    |  |  | 22 août 2020, Stade Colovray, Nyon | 22 août 2020, Stade Colovray, Nyon | 22 août 2020, Stade Colovray, Nyon | 22 août 2020, Stade Colovray, Nyon |  |  | 25 août 2020, Stade Colovray, Nyon | 25 août 2020, Stade Colovray, Nyon | 25 août 2020, Stade Colovray, Nyon | 25 août 2020, Stade Colovray, Nyon |
|  | Benfica Lisbonne                                              | Benfica Lisbonne                      | Benfica Lisbonne                      | Benfica Lisbonne                      | 3                  | 3                  | 4                                  | 4                                  |                                    |                                    |  |  | 22 août 2020, Stade Colovray, Nyon | 22 août 2020, Stade Colovray, Nyon | 22 août 2020, Stade Colovray, Nyon | 22 août 2020, Stade Colovray, Nyon |  |  | 25 août 2020, Stade Colovray, Nyon | 25 août 2020, Stade Colovray, Nyon | 25 août 2020, Stade Colovray, Nyon | 25 août 2020, Stade Colovray, Nyon |
|  | Benfica Lisbonne                                              | Benfica Lisbonne                      | 18 août 2020, Stade Colovray, Nyon    |                                       |                    |                    | 4                                  | 4                                  |                                    |                                    |  |  | 22 août 2020, Stade Colovray, Nyon | 22 août 2020, Stade Colovray, Nyon | 22 août 2020, Stade Colovray, Nyon | 22 août 2020, Stade Colovray, Nyon |  |  | 25 août 2020, Stade Colovray, Nyon | 25 août 2020, Stade Colovray, Nyon | 25 août 2020, Stade Colovray, Nyon | 25 août 2020, Stade Colovray, Nyon |
|  | Liverpool FC                                                  | Liverpool FC                          | 1                                     | 1                                     |                    |                    |                                    |                                    |                                    |                                    |  |  | 22 août 2020, Stade Colovray, Nyon | 22 août 2020, Stade Colovray, Nyon | 22 août 2020, Stade Colovray, Nyon | 22 août 2020, Stade Colovray, Nyon |  |  | 25 août 2020, Stade Colovray, Nyon | 25 août 2020, Stade Colovray, Nyon | 25 août 2020, Stade Colovray, Nyon | 25 août 2020, Stade Colovray, Nyon |
|  | Liverpool FC                                                  | Liverpool FC                          | 1                                     | 1                                     | Benfica Lisbonne   | Benfica Lisbonne   | 3                                  | 3                                  |                                    |                                    |  |  |                                    |                                    |                                    |                                    |  |  | 25 août 2020, Stade Colovray, Nyon | 25 août 2020, Stade Colovray, Nyon | 25 août 2020, Stade Colovray, Nyon | 25 août 2020, Stade Colovray, Nyon |
|  | 4 mars 2020, Stadion FK Voždovac, Voždovac                    |                                       |                                       |                                       | Benfica Lisbonne   | Benfica Lisbonne   | 3                                  | 3                                  |                                    |                                    |  |  |                                    |                                    |                                    |                                    |  |  | 25 août 2020, Stade Colovray, Nyon | 25 août 2020, Stade Colovray, Nyon | 25 août 2020, Stade Colovray, Nyon | 25 août 2020, Stade Colovray, Nyon |
|  |                                                               |                                       | Ajax Amsterdam                        | Ajax Amsterdam                        | 0                  | 0                  |                                    |                                    |                                    |                                    |  |  |                                    |                                    |                                    |                                    |  |  | 25 août 2020, Stade Colovray, Nyon | 25 août 2020, Stade Colovray, Nyon | 25 août 2020, Stade Colovray, Nyon | 25 août 2020, Stade Colovray, Nyon |
|  | Étoile rouge de Belgrade                                      | Étoile rouge de Belgrade              | Ajax Amsterdam                        | Ajax Amsterdam                        | 0                  | 0                  | 0                                  | 0                                  |                                    |                                    |  |  |                                    |                                    |                                    |                                    |  |  | 25 août 2020, Stade Colovray, Nyon | 25 août 2020, Stade Colovray, Nyon | 25 août 2020, Stade Colovray, Nyon | 25 août 2020, Stade Colovray, Nyon |
|  | Étoile rouge de Belgrade                                      | Étoile rouge de Belgrade              | 22 août 2020, Stade Colovray, Nyon    |                                       |                    |                    | 0                                  | 0                                  |                                    |                                    |  |  |                                    |                                    |                                    |                                    |  |  | 25 août 2020, Stade Colovray, Nyon | 25 août 2020, Stade Colovray, Nyon | 25 août 2020, Stade Colovray, Nyon | 25 août 2020, Stade Colovray, Nyon |
|  | FC Midtjylland                                                | FC Midtjylland                        | 3                                     | 3                                     |                    |                    |                                    |                                    |                                    |                                    |  |  |                                    |                                    |                                    |                                    |  |  | 25 août 2020, Stade Colovray, Nyon | 25 août 2020, Stade Colovray, Nyon | 25 août 2020, Stade Colovray, Nyon | 25 août 2020, Stade Colovray, Nyon |
|  | FC Midtjylland                                                | FC Midtjylland                        | 3                                     | 3                                     | FC Midtjylland     | FC Midtjylland     | 1                                  | 1                                  |                                    |                                    |  |  |                                    |                                    |                                    |                                    |  |  | 25 août 2020, Stade Colovray, Nyon | 25 août 2020, Stade Colovray, Nyon | 25 août 2020, Stade Colovray, Nyon | 25 août 2020, Stade Colovray, Nyon |
|  | 3 mars 2020, De Toekomst, Duivendrecht                        |                                       |                                       |                                       | FC Midtjylland     | FC Midtjylland     | 1                                  | 1                                  |                                    |                                    |  |  |                                    |                                    |                                    |                                    |  |  | 25 août 2020, Stade Colovray, Nyon | 25 août 2020, Stade Colovray, Nyon | 25 août 2020, Stade Colovray, Nyon | 25 août 2020, Stade Colovray, Nyon |
|  |                                                               |                                       | Ajax Amsterdam                        | Ajax Amsterdam                        | 3                  | 3                  |                                    |                                    |                                    |                                    |  |  |                                    |                                    |                                    |                                    |  |  | 25 août 2020, Stade Colovray, Nyon | 25 août 2020, Stade Colovray, Nyon | 25 août 2020, Stade Colovray, Nyon | 25 août 2020, Stade Colovray, Nyon |
|  | Ajax Amsterdam                                                | Ajax Amsterdam                        | Ajax Amsterdam                        | Ajax Amsterdam                        | 3                  | 3                  | 0 (6)                              | 0 (6)                              |                                    |                                    |  |  |                                    |                                    |                                    |                                    |  |  | 25 août 2020, Stade Colovray, Nyon | 25 août 2020, Stade Colovray, Nyon | 25 août 2020, Stade Colovray, Nyon | 25 août 2020, Stade Colovray, Nyon |
|  | Ajax Amsterdam                                                | Ajax Amsterdam                        | 19 août 2020, Stade Colovray, Nyon    |                                       |                    |                    | 0 (6)                              | 0 (6)                              |                                    |                                    |  |  |                                    |                                    |                                    |                                    |  |  | 25 août 2020, Stade Colovray, Nyon | 25 août 2020, Stade Colovray, Nyon | 25 août 2020, Stade Colovray, Nyon | 25 août 2020, Stade Colovray, Nyon |
|  | Atlético de Madrid                                            | Atlético de Madrid                    | 0 (5)                                 | 0 (5)                                 |                    |                    |                                    |                                    |                                    |                                    |  |  |                                    |                                    |                                    |                                    |  |  | 25 août 2020, Stade Colovray, Nyon | 25 août 2020, Stade Colovray, Nyon | 25 août 2020, Stade Colovray, Nyon | 25 août 2020, Stade Colovray, Nyon |
|  | Atlético de Madrid                                            | Atlético de Madrid                    | 0 (5)                                 | 0 (5)                                 | Benfica Lisbonne   | Benfica Lisbonne   | 2                                  | 2                                  |                                    |                                    |  |  |                                    |                                    |                                    |                                    |  |  |                                    |                                    |                                    |                                    |
|  | 4 mars 2020, Das.Goldberg Stadion, Grödig                     |                                       |                                       |                                       | Benfica Lisbonne   | Benfica Lisbonne   | 2                                  | 2                                  |                                    |                                    |  |  |                                    |                                    |                                    |                                    |  |  |                                    |                                    |                                    |                                    |
|  |                                                               |                                       | Real Madrid                           | Real Madrid                           | 3                  | 3                  |                                    |                                    |                                    |                                    |  |  |                                    |                                    |                                    |                                    |  |  |                                    |                                    |                                    |                                    |
|  | Red Bull Salzbourg                                            | Red Bull Salzbourg                    | Real Madrid                           | Real Madrid                           | 3                  | 3                  | 4                                  | 4                                  |                                    |                                    |  |  |                                    |                                    |                                    |                                    |  |  |                                    |                                    |                                    |                                    |
|  | Red Bull Salzbourg                                            | Red Bull Salzbourg                    |                                       |                                       |                    |                    |                                    | 4                                  |                                    |                                    |  |  |                                    |                                    |                                    |                                    |  |  |                                    |                                    |                                    |                                    |
|  | Derby County                                                  | Derby County                          | 1                                     | 1                                     |                    |                    |                                    |                                    |                                    |                                    |  |  |                                    |                                    |                                    |                                    |  |  |                                    |                                    |                                    |                                    |
|  | Derby County                                                  | Derby County                          | 1                                     | 1                                     | Red Bull Salzbourg | Red Bull Salzbourg | 4                                  | 4                                  |                                    |                                    |  |  |                                    |                                    |                                    |                                    |  |  |                                    |                                    |                                    |                                    |
|  | 10 mars 2020, Centro Tecnico Federale di Coverciano, Florence |                                       |                                       |                                       | Red Bull Salzbourg | Red Bull Salzbourg | 4                                  | 4                                  |                                    |                                    |  |  |                                    |                                    |                                    |                                    |  |  |                                    |                                    |                                    |                                    |
|  |                                                               |                                       | Olympique lyonnais                    | Olympique lyonnais                    | 3                  | 3                  |                                    |                                    |                                    |                                    |  |  |                                    |                                    |                                    |                                    |  |  |                                    |                                    |                                    |                                    |
|  | Atalanta Bergame                                              | Atalanta Bergame                      | Olympique lyonnais                    | Olympique lyonnais                    | 3                  | 3                  | 3 (3)                              | 3 (3)                              |                                    |                                    |  |  |                                    |                                    |                                    |                                    |  |  |                                    |                                    |                                    |                                    |
|  | Atalanta Bergame                                              | Atalanta Bergame                      | 19 août 2020, Stade Colovray, Nyon    |                                       |                    |                    | 3 (3)                              | 3 (3)                              |                                    |                                    |  |  |                                    |                                    |                                    |                                    |  |  |                                    |                                    |                                    |                                    |
|  | Olympique lyonnais                                            | Olympique lyonnais                    | 3 (5)                                 | 3 (5)                                 |                    |                    |                                    |                                    |                                    |                                    |  |  |                                    |                                    |                                    |                                    |  |  |                                    |                                    |                                    |                                    |
|  | Olympique lyonnais                                            | Olympique lyonnais                    | 3 (5)                                 | 3 (5)                                 | Red Bull Salzbourg | Red Bull Salzbourg | 1                                  | 1                                  |                                    |                                    |  |  |                                    |                                    |                                    |                                    |  |  |                                    |                                    |                                    |                                    |
|  | 16 août 2020, Stade Colovray, Nyon                            |                                       |                                       |                                       | Red Bull Salzbourg | Red Bull Salzbourg | 1                                  | 1                                  |                                    |                                    |  |  |                                    |                                    |                                    |                                    |  |  |                                    |                                    |                                    |                                    |
|  |                                                               |                                       | Real Madrid                           | Real Madrid                           | 2                  | 2                  |                                    |                                    |                                    |                                    |  |  |                                    |                                    |                                    |                                    |  |  |                                    |                                    |                                    |                                    |
|  | Inter Milan                                                   | Inter Milan                           | Real Madrid                           | Real Madrid                           | 2                  | 2                  | 1                                  | 1                                  |                                    |                                    |  |  |                                    |                                    |                                    |                                    |  |  |                                    |                                    |                                    |                                    |
|  | Inter Milan                                                   | Inter Milan                           |                                       |                                       |                    |                    |                                    | 1                                  |                                    |                                    |  |  |                                    |                                    |                                    |                                    |  |  |                                    |                                    |                                    |                                    |
|  | Stade rennais FC                                              | Stade rennais FC                      | 0                                     | 0                                     |                    |                    |                                    |                                    |                                    |                                    |  |  |                                    |                                    |                                    |                                    |  |  |                                    |                                    |                                    |                                    |
|  | Stade rennais FC                                              | Stade rennais FC                      | 0                                     | 0                                     | Inter Milan        | Inter Milan        | 0                                  | 0                                  |                                    |                                    |  |  |                                    |                                    |                                    |                                    |  |  |                                    |                                    |                                    |                                    |
|  | 16 août 2020, Stade Colovray, Nyon                            |                                       |                                       |                                       | Inter Milan        | Inter Milan        | 0                                  | 0                                  |                                    |                                    |  |  |                                    |                                    |                                    |                                    |  |  |                                    |                                    |                                    |                                    |
|  |                                                               |                                       | Real Madrid                           | Real Madrid                           | 3                  | 3                  |                                    |                                    |                                    |                                    |  |  |                                    |                                    |                                    |                                    |  |  |                                    |                                    |                                    |                                    |
|  | Juventus FC                                                   | Juventus FC                           | Real Madrid                           | Real Madrid                           | 3                  | 3                  | 1                                  | 1                                  |                                    |                                    |  |  |                                    |                                    |                                    |                                    |  |  |                                    |                                    |                                    |                                    |
|  | Juventus FC                                                   | Juventus FC                           |                                       |                                       |                    |                    |                                    | 1                                  |                                    |                                    |  |  |                                    |                                    |                                    |                                    |  |  |                                    |                                    |                                    |                                    |
|  | Real Madrid                                                   | Real Madrid                           | 3                                     | 3                                     |                    |                    |                                    |                                    |                                    |                                    |  |  |                                    |                                    |                                    |                                    |  |  |                                    |                                    |                                    |                                    |
|  | Real Madrid                                                   | Real Madrid                           | 3                                     | 3                                     |                    |                    |                                    |                                    |                                    |                                    |  |  |                                    |                                    |                                    |                                    |  |  |                                    |                                    |                                    |                                    |
|  |                                                               |                                       |                                       |                                       |                    |                    |                                    |                                    |                                    |                                    |  |  |                                    |                                    |                                    |                                    |  |  |                                    |                                    |                                    |                                    |

## Nombre d'équipes par association et par tour
| Association  |       | Phase de groupes                               | +  | Barrage                    | Huitièmes de finale         | Quarts de finale | Demi-finales | Finale    |
| ------------ | ----- | ---------------------------------------------- | -- | -------------------------- | --------------------------- | ---------------- | ------------ | --------- |
| Espagne      |       | 4 Atlético, Barcelone, Real Madrid, Valence CF | +1 | 2 Atlético, Saragosse      | 2 Atlético, Real            | 1 Real           | 1 Real       | 1 Real    |
| Angleterre   |       | 4 Chelsea, Liverpool, Man. City, Tottenham     | +1 | 1 Derby                    | 2 Derby, Liverpool          |                  |              |           |
| Italie       |       | 4 Atalanta, Inter, Juventus, Naples            |    |                            | 3 Atalanta, Inter, Juventus | 1 Inter          |              |           |
| Allemagne    |       | 4 Dortmund, Leipzig, Leverkusen, Munich        |    | 1 Dortmund                 | 1 Munich                    |                  |              |           |
| France       |       | 3 Lille, Lyon, Paris                           | +1 | 3 Lille, Lyon, Rennes      | 2 Lyon, Rennes              | 1 Lyon           |              |           |
| Russie       |       | 2 Lokomotiv, Zénith                            |    |                            |                             |                  |              |           |
| Portugal     |       | 1 Benfica                                      | +1 | 1 Porto                    | 1 Benfica                   | 1 Benfica        | 1 Benfica    | 1 Benfica |
| Belgique     |       | 2 Bruges, Genk                                 |    | 1 Bruges                   |                             |                  |              |           |
| Ukraine      |       | 1 Donetsk                                      | +1 | 1 Dynamo Kiev              |                             |                  |              |           |
| Turquie      |       | 1 Galatasaray                                  |    |                            |                             |                  |              |           |
| Pays-Bas     |       | 1 Ajax                                         |    |                            | 1 Ajax                      | 1 Ajax           | 1 Ajax       |           |
| Autriche     |       | 1 Salzbourg                                    |    | 1 Salzbourg                | 1 Salzbourg                 | 1 Salzbourg      | 1 Salzbourg  |           |
| Rép. Tchèque |       | 1 Slavia Prague                                |    |                            |                             |                  |              |           |
| Grèce        |       | 1 Olympiakos                                   |    |                            |                             |                  |              |           |
| Croatie      |       | 1 Dinamo Zagreb                                |    | 1 Dinamo Zagreb            | 1 Dinamo Zagreb             | 1 Dinamo Zagreb  |              |           |
| Danemark     |       |                                                | +1 | 1 Midtjylland              | 1 Midtjylland               | 1 Midtjylland    |              |           |
| Serbie       |       | 1 Étoile rouge de Belgrade                     |    | 1 Étoile rouge de Belgrade | 1 Étoile rouge de Belgrade  |                  |              |           |
| Ėcosse       |       |                                                | +1 | 1 Rangers                  |                             |                  |              |           |
| Moldavie     |       |                                                | +1 | 1 Tiraspol                 |                             |                  |              |           |
| Total        | Total | 32                                             | +8 | 16                         | 16                          | 8                | 4            | 2         |

## Classement annexes

### Meilleurs buteurs
| Rang | Buteur            | Club               | Buts |
| ---- | ----------------- | ------------------ | ---- |
| 1    | Roberto Piccoli   | Atalanta Bergame   | 8    |
| 2    | Gonçalo Ramos     | Benfica Lisbonne   | 8    |
| 3    | Troy Parrott      | Tottenham Hotspur  | 6    |
| 4    | Chukwubuike Adamu | Red Bull Salzbourg | 6    |
| 5    | Luka Sučić        | Red Bull Salzbourg | 6    |

### Meilleurs passeurs
| Rang | Passeur          | Club               | Passes |
| ---- | ---------------- | ------------------ | ------ |
| 1    | Angelo Stiller   | Bayern Munich      | 6      |
| 2    | Sergio Arribas   | Real Madrid        | 5      |
| 3    | Karim Adeyemi    | Red Bull Salzbourg | 5      |
| 4    | Rodrigo Riquelme | Atlético de Madrid | 4      |
| 5    | Immanuel Pherai  | Borussia Dortmund  | 4      |